# Cruz Quebrada vasútállomás
A Cruz Quebrada vasútállomás a fővárost Cascaissal összekötő vonalon található, Cruz Quebradában, Lisszabon elővárosi környezetében.

## Története
A Cruz Quebrada állomás a Cascais és Pedrouços közötti szakasz része, amelyet 1889. szeptember 30-án avattak fel, azonnal kétvágányú kialakításban.
1918. augusztus 7-én a Cascais-vonalat bérbe adták a Sociedade Estoril vállalkozásnak. Ez a vállalat elindította a vonal modernizálásának programját, amely magában foglalta az 1926. augusztus 15-én felavatott elektromos felszerelést és több állomás, köztük a Cruz Quebrada felújítását, amelyet teljesen átépítettek. Majd 1933-ban a Sociedade Estoril további javítási munkákat végzett az állomás épületén.
1944-ben megnyílt az új vágány a Nemzeti Stadion sporttelepe és a Cruz Quebrada állomás között.
1976. december 13-án a Sociedade Estorillal lejárt a Cascais-vonal fenntartására vonatkozó szerződés, amely így a portugál vasút közvetlen birtokába került.

## Vasútvonalak
Az állomást az alábbi vasútvonalak érintik:
- Linha de Cascais

## Kapcsolódó állomások
Az állomáshoz az alábbi állomások vannak a legközelebb:
- Algés train station (Cais do Sodré vasútállomás, Linha de Cascais)
- Caxias railway station (Cascais railway station, Linha de Cascais)